# Kanton Raucourt-et-Flaba
Der Kanton Raucourt-et-Flaba ist ein ehemaliger französischer Wahlkreis im Arrondissement Sedan, im Département Ardennes und in der Region Champagne-Ardenne; sein Hauptort (frz.: chef-lieu) war Raucourt-et-Flaba. Die landesweiten Änderungen in der Zusammensetzung der Kantone brachten im März 2015 seine Auflösung. Vertreter im Generalrat des Départements war zuletzt Pierre Joseph.

## Geografie
Der Kanton Raucourt-et-Flaba war 146,37 km² groß und hatte zuletzt 3788 Einwohner (Stand: 2012).

## Gemeinden
Der Kanton bestand aus zwölf Gemeinden:
| Gemeinde               | Einwohner (Stand: 2022) | Code postal | Code Insee |
| ---------------------- | ----------------------- | ----------- | ---------- |
| Angecourt              | 386                     | 08450       | 08013      |
| Artaise-le-Vivier      | 64                      | 08390       | 08023      |
| La Besace              | 134                     | 08450       | 08063      |
| Bulson                 | 138                     | 08450       | 08088      |
| Chémery-sur-Bar        | 521                     | 08450       | 08115      |
| Haraucourt             | 706                     | 08450       | 08211      |
| Maisoncelle-et-Villers | 69                      | 08450       | 08268      |
| Le Mont-Dieu           | 11                      | 08390       | 08300      |
| La Neuville-à-Maire    | 111                     | 08450       | 08317      |
| Raucourt-et-Flaba      | 815                     | 08450       | 08354      |
| Remilly-Aillicourt     | 762                     | 08450       | 08357      |
| Stonne                 | 39                      | 08390       | 08430      |

## Bevölkerungsentwicklung
| 1962 | 1968 | 1975 | 1982 | 1990 | 1999 | 2012 |
| ---- | ---- | ---- | ---- | ---- | ---- | ---- |
| 4106 | 4469 | 4162 | 3944 | 3804 | 3769 | 3788 |